# Epipleoneura humeralis
Epipleoneura humeralis är en trollsländeart som först beskrevs av Selys 1886.  Epipleoneura humeralis ingår i släktet Epipleoneura och familjen Protoneuridae. Inga underarter finns listade i Catalogue of Life.